# Falaise de Foréké
La falaise de Santchou(SANZO) est une falaise qui fait la frontière entre la plaine des Mbo dans le Littoral camerounais plus précisément le Moungo et les plateaux de l'ouest. Le site de la falaise est une importante escale écotouristique mais la route est accidentogène, notamment avec ses nombreux virages sur le col et son important trafic routier. Sur ce tronçon routier de 15 kilomètres, 60 personnes ont perdu la vie sur les 5 premiers mois de 2021.

## Histoire
Le chemin fut jadis la piste de migrations des éléphants du Moungo vers le Sud-Ouest .
L'ancienne piste du temps de la colonisation allemande traversait la falaise de Santchou(SANZO)vers Dschang. Des projets de route ont été faits avant l'indépendance du Cameroun. Les alentours sont propices aux activités agricoles; notamment la plantation des cafés.

## Géographie
La falaise de Santchou(SANZO)est située à 9 kilomètres du centre de Dschang; au sud de la Menoua.
Le pied de la falaise se trouve à Fombap, bourgade au nord de Santchou (SANZO)et le sommet est à Fotsesta. Elle est séparée de 9,7 kilomètre avec une pente de 7,6%.
Elle est la limite naturelle entre les chaînes montagneuses des monts Manengouba au sud et le plateaux bamiléké au nord.

### Relief
La végétation est une savane arbustive avec quelques régions boisées isolées le long des ruisseaux. La température est en moyenne de 25°C, avec un taux d'humidité avoisinant les 80% et la pluviométrie annuelle est de 2200 mm/an.
Il y a quatre saisons par an.

### La route
| Vidéo externe |                                                                |
|               | Falaise De Dschang, Attention Danger ! 12 Juin 2021 \| Naja Tv |

La route provinciale P17 (cofinancée par la Bad) reliant les villes de Santchou sur les rives de la Ménoua au sud à Dschang au nord, longeant la falaise est le principal accès vers Dschang en venant de Douala sur la côte du Cameroun. Elle a été renouvelée et mise à la disposition des usagers le 15 avril 2007, réduisant ainsi le temps de trajet et décongestionnant le contournement par Bafoussam et Mbouda. Cette route, en traversant la falaise, rapproche fortement Dschang de Douala.

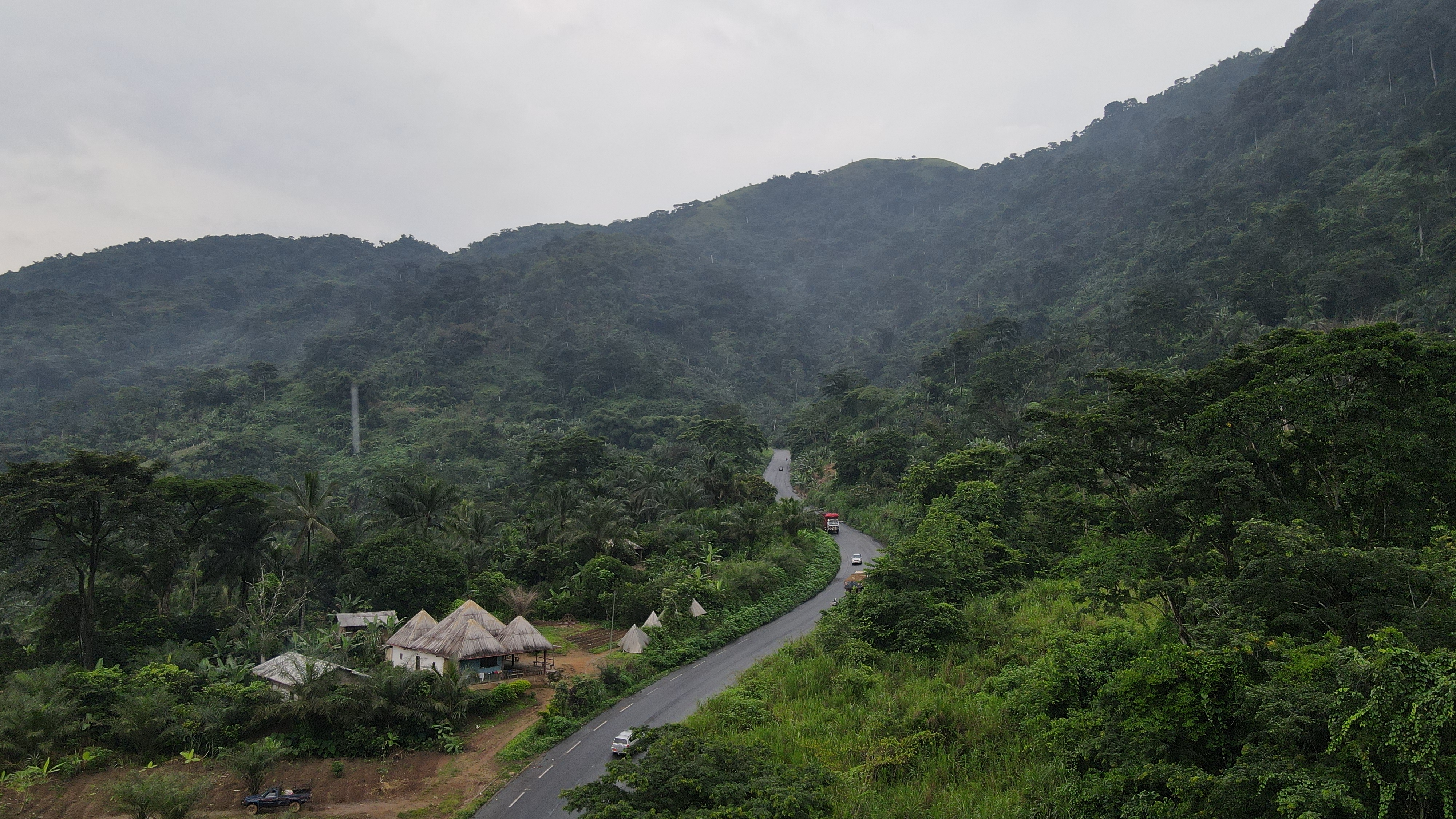
Vue aérienne de la falaise à Santchou

 C'est une route à forte pente de 7,6% en moyenne. Elle présente un dénivelé de plus de 700 m, du pont sur la rivière Ménoua (713 m), la route atteint l'altitude de 1450 m au sommet à l'intersection de la route vers la chefferie de Apouh, puis elle amorce une descente vers la ville de Dschang (1350 m). 

### Route des colons allemands
Après le double éboulement de novembre 2024, le tracé alternatif, route qui devait être construite du temps de l'occupation allemande, est de nouveau reconsidéré par les usagers.

## Notoriété
La Falaise est le lieu de compétition d'ascension. Le col est régulièrement choisi comme parcours de course cycliste.
On y a observé des coulées boueuses sur le talus de la falaise.

### Insécurité
De nombreux accidents se déroulent sur un tronçon routier de cette falaise long d'environ 15 kilomètres.
On observe des piétons sur les accotements, trop près des véhicules roulants, des véhicules lourds et légers à l'arrêt ou effectuant des dépassements dangereux, des véhicules en mauvais états, dégageant des fumée d'échappement et par endroits des trous sur la chaussée.

### Fréquents accidents sur la route
Dans les 6 premiers mois de 2021, on enregistre 60 morts.
- 21 morts et 38 blessés en janvier 2018

- Le 27 janvier 2021, un accident frontal avait causé 29 blessés et 55 morts[14], dont 30 personnes brulées[15].
- Dans la nuit du 25 au 26 mai 2021, il y a eu 5 morts et plus de 20 blessés à la suite d'un défaut de freinage[14],[16].
- Le samedi 19 juin 2021, un accident du bus de voyage de la compagnie Général Express fait des blessés et des morts[17],[18].
- Le  18 juin 2024, un accident impliquant un bus de 70 places de la compagnie de transport Real Express Voyages et un camion fait un mort et 2 blessés[19].
- Le 25 juin 2024, un minibus parti de Bamenda pour Douala fait 5 morts et au moins 25 blessés à la suite d'une défaillance du système de freinage du véhicule[20]..
- Le 1er juillet 2024, un bus de l'agence Trésor Voyages perd le contrôle et percute le bas côté faisant 7 morts et plusieurs blessés graves[21].
- Le 4 septembre 2024, un accident a lieu à 03h00 du matin et l'hôpital régional adjoint de Dshang reçoit 60 blessés et les corps de 8 voyageurs[22].
- Le 5 Novembre 2024, un double éboulements de terres a lieu, le premier a 10h entraînant l'intervention des secours organisés par la Mairie de Dschang et un second à 14h ensevelissant les engins venus en secours ainsi que certains véhicules, causant la mort d'au moins 4 personnes, notamment des conducteurs de ces engins ensevelis[23].

### Tourisme
La falaise est une destination touristique fréquentée de l'Ouest Cameroun. Le village Litieu est un point d'observation panoramique de la diversité naturelle alentour.